# Estación de Texcoco
Texcoco fue una estación de trenes que se encuentra en la Texcoco, Estado de México.

## Historia
La estación fue edificada sobre la línea del Ferrocarril de los Reyes a Irolo, el cual se construyó entre 1881 y 1882. En mayo de 1888 fue adquirido por la Compañía Inglesa Interoceanic Railway of México Limited, misma que el 23 de mayo de 1892 estableció el tráfico directo entre la Ciudad de México y Veracruz (vía Jalapa). En 1911, la estación estaba reconstruida.
En el 2007, el ayuntamiento de Texcoco adquirió una estación de ferrocarril para convertirla en una alameda con un teatro al aire libre